# Hittani, Hukeri
Hittani là một làng thuộc tehsil Hukeri, huyện Belgaum, bang Karnataka, Ấn Độ.